# セカンド・トーマス礁
セカンド・トーマス礁（セカンド・トーマスしょう、英語: Second Thomas Shoal、タガログ語: Ayungin、簡体字中国語: 仁爱礁、ベトナム語：Bãi Cỏ Mây / 𣺽𦹯𥷻）は、南沙諸島のユニオン堆（英語: Union Banks、中国語: 九章群礁）の東部に位置する環礁である。報道ではアユンギン礁の名前も用いられる。

## 地理
ミスチーフ礁から南東に約14海里離れている。南北の距離は15 km、東西の距離は5.6 km。

## 領有
1992年、中華人民共和国が高脚式建造物を造成。1999年、フィリピンが派兵・駐留して実効支配している。中華人民共和国、中華民国（台湾）、フィリピン、ベトナムが主権を主張している。
2016年7月12日の常設仲裁裁判所の裁定（南シナ海判決）で、低潮高地であるため、礁自体は領海、排他的経済水域（EEZ）、大陸棚を生成しないこと、ならびにフィリピンのEEZおよび大陸棚の一部であることが判断として示された。

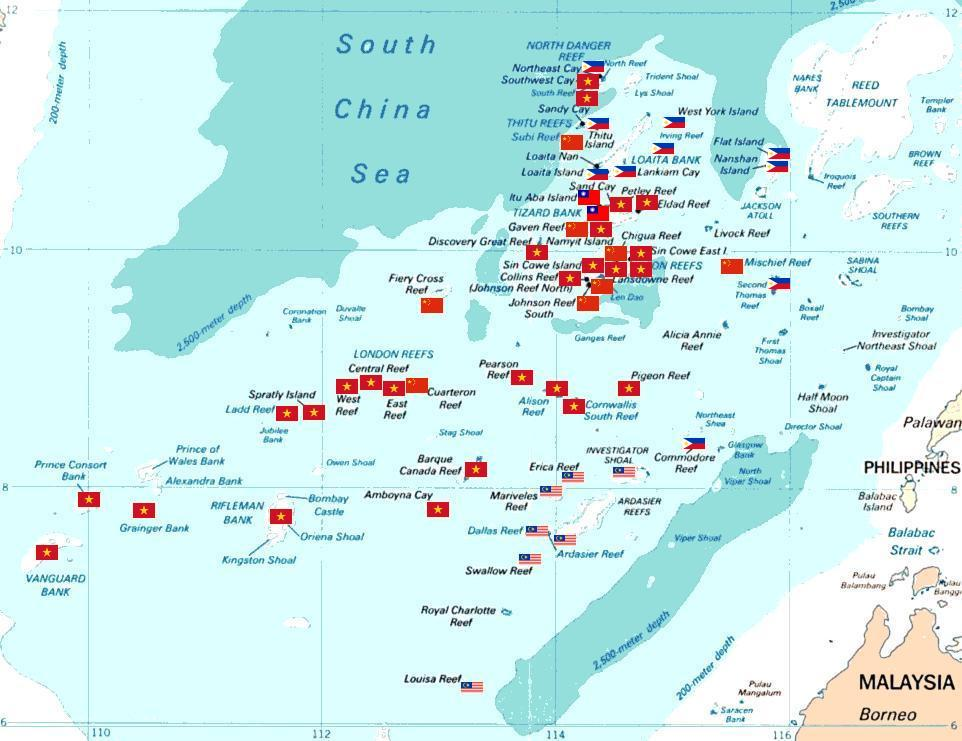
南沙諸島の実効支配状況